# Скляренко Євген Тимофійович
Скляренко Євген Тимофійович (14 жовтня 1924, село Малий Дивлин, Житомирська область — 18 листопада 2016) — український хірург-травматолог, доктор медичних наук (з 1966 року), професор (з 1968 року), 1984 — заслужений діяч науки і техніки УРСР. Нагороджений Державною премією УРСР в галузі науки і техніки — 1977, та Державною премією України — 1996. Вперше розробив хірургічні методи лікування хворих на ревматоїдний артрит.

## Біографія
Євген Скляренко народився 14 жовтня 1924 року в селі Малий Дивлин на Житомирщині в сім'ї службовця. 1941 року закінчив школу — десятирічку. Учасник Другої світової війни з 1941 року, воював на Південно-Західному та Першому Українському фронтах.
Був демобілізований у 1945 році. Тоді ж вступив до Вінницького державного медичного інституту, з 4-го семестру перевівся до Львівського медичного інституту, який закінчив з відзнакою у 1950 році.
Після закінчення інституту працював у місті Ізмаїл Одеської області, потім на посаді завідувача дільничної лікарні в селі Шевченкове Кілійського району.
У 1952—1954 роках — клінічна ординатура Київського науково-дослідного інституту травматології та ортопедії, де пройшов шлях від наукового співробітника до керівника клініки, якою керував у 1957—1999 роках.
У 1959 році Є. Скляренко захистив кандидатську, а у 1966 роках — докторську дисертацію. У 1969 році йому присвоєно звання професора, а в 1984 році — заслуженого діяча науки України. У 1977 році Є. Скляренко обраний за конкурсом завідувачем кафедри травматології та ортопедії Київського медичного інституту імені академіка О. О. Богомольця, яку очолював до 1997 року. Протягом 11 років він був керівником Наукового студентського товариства інституту імені професора О. А. Киселя.
Професор Є. Скляренко — засновник нового наукового напряму і школи в ортопедії та травматології — ревмоортопедії, за що у 1977 році йому присуджено Державну премію України. Він автор розробки низки реконструктивно-відновних операцій на великих суглобах, за що у 1996 році вдруге відзначений Державною премією України.
Євген Тимофійович — засновник ортопедичного лікування уражень кісток і суглобів у хворих на гемофілію, псоріаз, яке значно знижує інвалідність і тяжкість перебігу захворювання. Ним обґрунтовано і запропоновано залучення у клінічну практику методики лікування дегенеративно-дистрофічних уражень суглобів залежно від стану патологічного процесу, систематизовано номенклатуру, запропоновано класифікацію захворювань суглобів, переломів проксимального кінця стегнової кістки та обґрунтовано необхідність і методику хірургічного лікування переломів вертлюжної ділянки стегнової кістки, розроблено методику закритого остеосинтезу внутрішньосуглобових переломів колінного суглоба.
Професор Є. Т. Скляренко — редактор журналу «Літопис травматології та ортопедії», член ради журналів «Український ревматологічний журнал», «Ортопедія, травматологія та протезування», «Вісник травматології та ортопедії».

## Праці
Основні праці присвячені травматології множинних уражень опорно-рухового апарату, захворюванням суглобів, кріохірургії в ортопедії. Є. Скляренко опублікував 342 наукові праці, зокрема підручник для вищих медичних навчальних закладів «Травматологія та ортопедія», 6 монографій. Під його керівництвом захищено 6 докторських та 23 кандидатські дисертації, серед яких 6 зарубіжних авторів.

## Літературна діяльність
Є. Скляренко опублікував низку збірок віршів.

## Виноски
1. ↑  На 93м году ушел из жизни Скляренко Евгений Тимофеевич. Архів оригіналу за 24 листопада 2016. Процитовано 23 листопада 2016. [Архівовано 2016-11-24 у Wayback Machine.]
2. ↑  18 листопада 2016 року на 93-році пішов з життя Скляренко Євген Тимофійович. Сайт http://ito.gov.ua. Інститут травматалогії та ортопедії НАМН України. 21.11.2016. Архів оригіналу за 24.11.2016. Процитовано листопад 2016. {{cite web}}: Зовнішнє посилання в |work= (довідка) [Архівовано 24 листопада 2016 у Wayback Machine.]